# Reproduction
 Reproduction — дебютный студийный альбом британской синтипоп-группы The Human League, изданный в октябре 1979 года лейблом Virgin Records.

## Об альбоме
Альбом не сыскал коммерческого успеха, но единственный сингл из него, «Empire State Human», добился большого успеха в Великобритании, он занял шестьдесят второе место в британском чарте.
На эту работу The Human League оказал влияние немецкий электронный коллектив Kraftwerk.
Альбом состоит из 9 композиций, записанных в стиле новая волна с элементами индастриала.
Продюсером альбома был Колин Тёрстон, работавший ранее с Игги Попом и Magazine.
Reproduction был переиздан в 1980 году и попал в чарт Великобритании на тридцать четвёртую строчку, а в 1988 году Британская ассоциация производителей фонограмм присвоила ему золотой статус.
В альбом была включена кавер-версия The Righteous Brothers — «You’ve Lost That Lovin’ Feelin’», а также перезаписанная версия «Circus of Death», размещённая на стороне «Б» сингла «Being Boiled».

## Список композиций
Слова и музыка всех песен — Иэн Крейг Марш, Филип Оки.
| №  | Название                                  | Длительность |
| -- | ----------------------------------------- | ------------ |
| 1. | «Almost Medieval»                         | 4:43         |
| 2. | «Circus of Death»                         | 3:55         |
| 3. | «The Path of Least Resistance»            | 3:33         |
| 4. | «Blind Youth»                             | 3:25         |
| 5. | «The World Before Last»                   | 4:04         |
| 6. | «Empire State Human»                      | 3:17         |
| 7. | «Morale. You’ve Lost That Loving Feeling» | 9:39         |
| 8. | «Austerity/Girl One»                      | 6:44         |
| 9. | «Zero As A Limit»                         | 4:13         |

Бонус-треки переиздания 1980 года
| №  | Название                              | Длительность |
| -- | ------------------------------------- | ------------ |
| 1. | «Introducing»                         | 3:19         |
| 2. | «The Dignity of Labour, Pt.1»         | 4:22         |
| 3. | «The Dignity of Labour, Pt.2»         | 2:53         |
| 4. | «The Dignity of Labour, Pt.3»         | 3:56         |
| 5. | «The Dignity of Labour, Pt.4»         | 3:52         |
| 6. | «Flexi Disc»                          | 4:11         |
| 7. | «Being Boiled (Fast Product Version)» | 3:54         |
| 8. | «Circus of Death»                     | 4:40         |

## Участники записи
- Иэн Крейг Марш — композитор, синтезатор, вокал
- Филип Оки — композитор, клавишные, синтезатор, вокал
- Колин Тёрстон — продюсер
- Мартин Уэр — синтезатор, вокал
- Филип Эдриан Райт[англ.] — клавишные, синтезатор